# Literaturjahr 1953
Liste der Literaturjahre

◄◄ | ◄ | 1949 | 1952 | Literaturjahr 1953 | 1956 | 1957

Weitere Ereignisse

## Ereignisse
- 22. Januar: Uraufführung des Dramas Hexenjagd von Arthur Miller in New York.
- 13. April: Der erste James-Bond-Roman Casino Royale von Ian Fleming erscheint in London.

## Literaturpreise 1953

### Deutsche Literaturpreise
- Deutscher Kritikerpreis (Fachgruppe Literatur): Heinrich Böll
- Fontane-Preis: Edzard Schaper
- Georg-Büchner-Preis: Ernst Kreuder

### Internationale Literaturpreise
- Caldecott Medal: The Biggest Bear von Lynd Ward
- Charles-Veillon-Preis:
  - Französischsprachige Literatur: Le Royaume errant von Marie Mauron
  - Italienischsprachige Literatur: Tutti i nostri ieri von Natalia Ginzburg
- Conrad-Ferdinand-Meyer-Preis (Auswahl): Arthur Häny
- Nobelpreis für Literatur: Winston Churchill
- Prix Guillaume Apollinaire: Préface à l’amour von Jean Malrieu
- Pulitzer-Preise (Auswahl):
  - Pulitzer Prize for Fiction: The Old Man and the Sea von Ernest Hemingway
  - Pulitzer Prize for Drama: Picnic von William Inge
  - Pulitzer Prize for Poetry: Collected Poems 1917–1952 von Archibald MacLeish
  - Pulitzer Prize for History: The Era of Good Feelings von George Dangerfield
- Queen’s Gold Medal for Poetry: Arthur Waley

## Neuerscheinungen

### Belletristik
- Aus dem Leben eines Fauns – Arno Schmidt
- Batu-Khan – Wassili Jan (dt. EA)
- Die Betrogene – Thomas Mann
- Die Brücke über die Drina – Ivo Andrić (dt. EA)
- Casino Royale (OA) – Ian Fleming
- Fahrenheit 451 (OA) – Ray Bradbury
- Fünf Freunde erforschen die Schatzinsel –  Enid Blyton (dt. EA)
- Gehe hin und verkünde es vom Berge (OA) – James Baldwin
- Die große Meldung – Evelyn Waugh (dt. EA)
- Ich zähmte die Wölfin. Die Erinnerungen des Kaisers Hadrian – Marguerite Yourcenar (dt. EA)
- Die Insel des zweiten Gesichts – Albert Vigoleis Thelen
- Die letzte Generation (OA) – Arthur C. Clarke
- Molloy – Samuel Beckett (dt. EA)
- Muckensturm – Paula Buber (veröffentl. u. d. N. „Georg Munk“)
- Der Namenlose (OA) – Samuel Beckett
- Der russische Wald (OA) – Leonid Leonow
- Sie kam und blieb – Simone de Beauvoir (dt. EA)
- Der Süden (OA) – Jorge Luis Borges
- Das Treibhaus – Wolfgang Koeppen
- Und keiner weint mir nach – Siegfried Sommer
- Und sagte kein einziges Wort – Heinrich Böll
- Vater sein dagegen sehr – Horst Biernath
- Verfall und Untergang – Evelyn Waugh (dt. EA)
- Die Verfemte – Gertrud von le Fort
- Die Verzauberung – Hermann Broch
- Die Waage der Baleks – Heinrich Böll
- Wendekreis des Krebses – Henry Miller (dt. EA)
- Wendekreis des Steinbocks – Henry Miller (dt. EA)

### Lyrik
- Buckower Elegien – Bertolt Brecht
- Danksagung – Johannes R. Becher
- Die gestundete Zeit – Ingeborg Bachmann

### Drama
- Ein Engel kommt nach Babylon – Friedrich Dürrenmatt
- Hexenjagd – Arthur Miller
- Jeanne oder Die Lerche – Jean Anouilh
- Warten auf Godot – Samuel Beckett (UA am 5. Januar 1953 in Paris)

### Sachliteratur
- Daten deutscher Dichtung (unseriös) – Herbert A. Frenzel und Elisabeth Frenzel (Hrsg.)

### Weitere Literatur
- Karl Benz und sein Lebenswerk – Paul Siebertz; Hrsg.: Daimler-Benz AG
- Rip van Winkle (Hörspiel; Erstsendung 16. Juni 1953) – Max Frisch

## 1953 als Thema
- 5 Tage im Juni – Stefan Heym
- Der 21. Juli – Christian von Ditfurth
- Ingrid Babendererde. Reifeprüfung 1953 – Uwe Johnson

## Geburtstage

### Erstes Halbjahr
- 03. Januar: Corinna Kawaters, deutsche Autorin von „Frauenkrimis“
- 05. Januar: Ernst M. Binder, österreichischer Dichter und Theaterregisseur († 2017)
- 09. Januar: Danny Morrison, nordirischer Journalist und Schriftsteller
- 16. Januar: Manfred Schlüter,  deutscher Autor, Illustrator und freier Künstler
- 19. Januar: Judith Lennox, britische Schriftstellerin
- 28. Januar: Hugo Hamilton, irischer Schriftsteller
- 01. Februar: Ludger Claßen, deutscher Verleger, Journalist und Autor († 2023)
- 04. Februar: Gabriele Keiser, deutsche Krimischriftstellerin, Lektorin und Kulturjournalistin
- 11. Februar: Raija Siekkinen, finnische Schriftstellerin und Übersetzerin († 2004)
- 22. Februar: Dirk van Gunsteren, deutscher Übersetzer
- 03. März: Josef Winkler, österreichischer Schriftsteller
- 04. März: Daniel Woodrell, US-amerikanischer Schriftsteller
- 10. März: Åke Edwardson, schwedischer Schriftsteller
- 12. März: Carl Hiaasen, US-amerikanischer Journalist und Schriftsteller
- 14. März: Christian von Ditfurth, deutscher Schriftsteller, Journalist und Lektor
- 24. März: Mathias Richling, deutscher Kabarettist, Parodist, Autor und Schauspieler
- 12. April: Niklas Rådström, schwedischer Schriftsteller
- 14. April: Matthias Frings, deutscher Journalist, Fernsehmoderator, Schriftsteller und Übersetzer
- 14. April: Gabriele Stötzer, deutsche Schriftstellerin und Künstlerin
- 28. April: Roberto Bolaño, chilenischer Schriftsteller († 2003)
- 10. Mai: Ralf Rothmann, deutscher Schriftsteller
- 13. Mai: Erwin Einzinger, österreichischer Schriftsteller und Übersetzer
- 24. Mai: Stephan Eibel Erzberg, österreichischer Schriftsteller
- 12. Juni: Jean-Claude Capèle, deutsch-französischer Germanist, Autor und Übersetzer († 2017)
- 12. Juni: Tess Gerritsen, US-amerikanische Schriftstellerin
- 18. Juni: Amy Bloom, US-amerikanische Schriftstellerin
- 20. Juni: Harri Nykänen, finnischer Schriftsteller († 2023)

### Zweites Halbjahr
- 08. Juli: Ursula Maria Wartmann, deutsche Journalistin und Schriftstellerin
- 15. Juli: Joachim Werneburg, deutscher Schriftsteller
- 29. Juli: Dominique Bona, französische Schriftstellerin
- 30. Juli: Heribert Prantl, deutscher Autor, Journalist und Jurist
- 05. August: Elias Schneitter, österreichischer Schriftsteller, Verleger und Festivalmanager
- 10. August: Mark Doty, US-amerikanischer Anglist, Autor, Lyriker und Essayist
- 11. August: Marie Luise Knott, deutsche Journalistin, Autorin, Essayistin, Übersetzerin, Kolumnistin, Lektorin, Herausgeberin, Kuratorin
- 17. August: Herta Müller, deutsche Schriftstellerin und Nobelpreisträgerin
- 22. August: Bernhard Irrgang, deutscher Philosoph und Ethiker († 2024)
- 24. August: Sascha Anderson, deutscher Schriftsteller
- 28. August: Elmar Schenkel, deutscher Anglist, Schriftsteller, Essayist und Übersetzer
- 19. September: Dina Iljinitschna Rubina, russisch-israelische Schriftstellerin
- 23. September: Helmuth Schönauer, österreichischer Schriftsteller und Bibliothekar
- 28. September: Georg Aescht, rumäniendeutscher Literaturkritiker, Publizist und Übersetzer rumänischer Literatur ins Deutsche
- 30. September: Brigitte Riebe, deutsche Schriftstellerin
- 11. Oktober: Theres Roth-Hunkeler, Schweizer Schriftstellerin und Journalistin
- 17. Oktober: Silvana E. Schneider, deutsche Autorin und Lyrikerin
- 31. Oktober: Don Winslow, US-amerikanischer Schriftsteller
- 14. November: Tor Ulven, norwegischer Dichter und Schriftsteller († 1995)
- 18. November: Alan Moore, britischer Roman- und Comicautor
- 19. November: Wendy Orr, australische Kinder- und Jugendbuchautorin
- 20. November: Werner Schmitz, deutscher Übersetzer
- 03. Dezember: Boris A. Novak, slowenischer Dichter, Dramatiker, Übersetzer und Literaturwissenschaftler
- 07. Dezember: Richard Wall, österreichischer Schriftsteller, bildender Künstler und Übersetzer
- 11. Dezember: Patrick Pécherot, französischer Journalist und Schriftsteller
- 15. Dezember: Yves Ravey, französischer Schriftsteller
- 15. Dezember: Tone Škrjanec, slowenischer Dichter, Autor und Übersetzer
- 22. Dezember: Margit Schreiner, österreichische Schriftstellerin
- 23. Dezember: Bernhard Kegel, deutscher Schriftsteller

### Genaues Geburtsdatum unbekannt
- Karen Dionne, US-amerikanische Schriftstellerin
- Kjell Eriksson, schwedischer Schriftsteller
- Birgitt Kollmann, deutsche Übersetzerin
- Franz-Maria Sonner, deutscher Schriftsteller

## Gestorben

### Erstes Halbjahr
- 10. Januar: Hans Aanrud, norwegischer Schriftsteller
- 21. Januar: Andor Gábor, ungarischer Redakteur und Schriftsteller
- 28. Januar: Jérôme Tharaud,	französischer Schriftsteller
- 12. Februar: Artur Wolfgang von Sacher-Masoch, österreichischer Schriftsteller (* 1875)
- 05. März: Erich Kühn, deutscher Schriftsteller und Journalist
- 06. März: Ernst Reclam, deutscher Verleger
- 10. März: Tōge Sankichi, japanischer Schriftsteller
- 12. März: Itō Shizuo, japanischer Lyriker
- 12. März: Else Model, deutsche Schriftstellerin
- 15. März: Franz Brandl, österreichischer Polizeipräsident und Schriftsteller
- 22. März: Waldemar Glaser, deutscher Schriftsteller und Dichter
- 23. März: Oskar Luts, estnischer Schriftsteller
- 28. März: Valentine de Saint-Point, französische Dichterin
- 03. April: Heinrich Berl, deutscher Schriftsteller und Journalist
- 03. April: Anna Sebastian, österreichische Schriftstellerin englischer Sprache
- 05. April: Rolf Brandt, deutscher Schriftsteller
- 06. April: Dominik Müller, Schweizer Journalist, Übersetzer und Autor
- 11. April: Alexander Jakowlew, russisch-sowjetischer Schriftsteller
- 20. April: Erich Weinert, deutscher Schriftsteller
- 22. April: Top Naeff, niederländische Schriftstellerin, Dramatikerin und Theaterkritikerin
- 27. April: Iwan Solonewitsch,	russischer Schriftsteller
- 03. Mai: Origuchi Shinobu, japanischer Schriftsteller und Literaturwissenschaftler
- 04. Mai: Edward Shanks, britischer Schriftsteller und Journalist
- 24. Mai: Helene Christaller, deutsche Schriftstellerin
- 27. Mai: Henriette Brey, deutsche Schriftstellerin
- 27. Mai: Editha Klipstein, deutsche Schriftstellerin und Journalistin
- 28. Mai: Hori Tatsuo, japanischer Schriftsteller
- 04. Juni: Hans Martin Cremer, deutscher Schriftsteller, Komponist und Liedtexter
- 05. Juni: Percy Neville Barnett, australischer Sammler und Autor
- 09. Juni: Ugo Betti, italienischer Dramatiker
- 23. Juni: Albert Gleizes, französischer Maler und Schriftsteller
- 30. Juni: Elsa Beskow, schwedische Kinderbuchautorin und -illustratorin
- 30. Juni: Irmgard Litten, deutsche Schriftstellerin

### Zweites Halbjahr
- 06. Juli: Julia de Burgos, puerto-ricanische Lyrikerin
- 14. Juli: Alzir Hella, französischer Schriftsteller
- 16. Juli: Hilaire Belloc,	britischer Schriftsteller und Politiker
- 20. Juli: Hugo Sonnenschein, österreichischer Schriftsteller
- 28. Juli: Florence Randal Livesay, kanadische Schriftstellerin, Übersetzerin und Journalistin
- 31. Juli: Kornel Makuszyński, polnischer Dichter, Theaterkritiker und Schriftsteller
- 06. August: Curt Langenbeck, deutscher Dramatiker und Dramaturg
- 10. August: John Horne Burns, amerikanischer Schriftsteller
- 11. August: Ludwig Strauss, deutscher Schriftsteller und Literaturwissenschaftler
- 12. August: Paul Gurk, deutscher Schriftsteller und Maler
- 15. August: Carl Maria Weber, deutscher Schriftsteller
- 19. August: Thornton Jenkins Hains, US-amerikanischer Schriftsteller
- 11. September: Antonio Maria Lisboa, portugiesischer Dichter
- 23. September: Peter Scher, deutscher Schriftsteller und Journalist
- 24. September: Berthold Viertel, österreichischer Regisseur und Schriftsteller
- 28. September: Tezelin Halusa, österreichischer Zisterzienser und Schriftsteller
- 02. Oktober: Ernő Szép, ungarischer Dichter, Schriftsteller und Journalist
- 04. Oktober: Mani Leib, jiddischer Dichter
- 05. Oktober: Friedrich Wolf, deutscher Arzt, Schriftsteller, Dramatiker und kommunistischer Politiker
- 16. Oktober: József Nyírő, ungarischer Schriftsteller und Politiker, Mitglied des Parlaments
- 18. Oktober: Reinhard Piper, deutscher Verleger und Kunsthistoriker
- 01. November: Friedrich Kipp, deutscher Schriftsteller
- 08. November: Iwan Alexejewitsch Bunin, russischer Schriftsteller und Lyriker
- 08. November: John van Melle, südafrikanischer Schriftsteller
- 09. November: Dylan Thomas, walisischer Dichter
- 27. November:	Eugene O’Neill, US-amerikanischer Dramatiker und Literaturnobelpreisträger
- 30. November:	Francis Picabia, französischer Schriftsteller, Maler und Grafiker
- 02. Dezember: Reimmichl, Tiroler Volksdichter und Priester
- 06. Dezember: Konstanty Ildefons Gałczyński, polnischer Dichter
- 09. Dezember: Arthur Koetz, deutscher Lyriker und Sachbuchautor
- 11. Dezember:	Sedat Simavi, türkischer Verleger, Journalist, Karikaturist, Schriftsteller und Regisseur
- 14. Dezember:	Marjorie Kinnan Rawlings, US-amerikanische Schriftstellerin
- 15. Dezember:	Else Sparwasser, deutsche Schriftstellerin
- 19. Dezember:	Rudolf Leonhard, deutscher Schriftsteller und Kommunist
- 29. Dezember:	Mary MacCarthy, britische Schriftstellerin und Mitglied der Bloomsbury Group
- 29. Dezember:	Francesco Pastonchi, italienischer Dichter, Journalist und Italianist

### Datum unbekannt
- Fausto Burgos, argentinischer Journalist und Schriftsteller
- Augusto Ferreira Gomes, portugiesischer Lyriker und Journalist
- Alfred Moser, Schweizer Lokomotivführer und Fachbuchautor
- Alexander Niklitschek, österreichischer Sachbuchautor
- Elisabeth Schröder, deutsche Schriftstellerin